# Бернхард фон Анхалт
Бернхард (VIII) фон Анхалт (на немски: Bernhard (VIII) von Anhalt; * 25 септември 1571 в Десау; † 24 ноември 1596 в Търнава) от династията Аскани е полковник на Горносаксонския имперски окръг, убит в Турската война.
Той е най-възрастният син на княз Йоахим Ернст фон Анхалт (1536–1586) и втората му съпруга Елеонора фон Вюртемберг (1552–1618), дъщеря на херцог Христоф от Вюртемберг. Брат е на князете Рудолф I фон Анхалт-Цербст (1576–1621) и Лудвиг I фон Анхалт-Кьотен (1579–1650), съоснователят на литературното общество „Fruchtbringende Gesellschaft“.
През 1591 г. Бернхард е щатхалтер на Тевтонския орден на ballei Тюрингия.
Бернхард придружава първо полубрат си Христиан I в походите му за Анри IV от Франция и след това е командиращт конен полковник на Горносаксонския имперски окръг при император Рудолф II за дългата война против турците (1593–1606). Бернхард участва в битката при Mezőkeresztes (23–26 октомври 1596 в област Боршод-Абауй-Земплен, днешна Унгария) против турците на султан Мехмед III и умира малко след това в Търнава (в днешна Словакия) по пътя при връщането му в Десау.
Бернхард е пренесен в Десау и е погребан там.